# Chiesa di Santa Maria Maddalena (Castelfranco di Sotto)
La chiesa di Santa Maria Maddalena, conosciuta come La Badia, si trova a Castelfranco di Sotto.

## Storia e descrizione
Fu officiata fino al Seicento dai Canonici regolari di Sant'Agostino.
La chiesa, a navata unica, è preceduta da un portico e ha tre altari. Al maggiore si trovava la "Madonna con il Bambino in gloria e i santi Frediano, Maria Maddalena e Margherita" di Carlo Caliari. Il dipinto fu fatto ritirare nel 1706 dal Gran Principe Ferdinando de' Medici che lo volle per la propria raccolta personale; oggi si trova nella Galleria degli Uffizi. In cambio Ferdinando fece rinnovare sontuosamente in forme barocche l'altare della Badia, dove fu posta una copia della tela.
All'altare di destra, un "Crocifisso" ligneo quattrocentesco. Nel 1926-27 la chiesa fu restaurata e destinata ad accogliere le sepolture di dieci cittadini morti nella prima guerra mondiale.